# Anoplocis ryukyuensis
Anoplocis ryukyuensis là một loài bọ cánh cứng trong họ Ciidae. Loài này được Kawanabe miêu tả khoa học năm 1996.